# عين اللوح (مركز قروي)
عين اللوح هو مركز قروي بجماعة عين اللوح المغربية بإقليم إفران، دائرة أزرو، بالأطلس المتوسط ضمن جهة فاس مكناس. يبلغ عدد سكان المكرز 4966 نسمة، يعيشون في 1381 أسرة حسب الإحصاء العام للسكن والسكنى لسنة 2014.